# Rosa Galcerán i Vilanova
Rosa Galcerán i Vilanova   (Barcelona, 24 de novembre de 1917 - Barcelona, 28 de novembre de 2015) fou una dibuixant, animadora, historietista i publicista catalana. Va ser guardonada pel president de la Generalitat amb la Medalla al treball President Macià, en reconeixement del seu treball i dedicació.

## Biografia
Rosa Galcerán es va dedicar a la publicitat des de molt jove, fins que l'any 1942 començà a dibuixar per la revista de còmic femení Mis Chicas, editada per Consuelo Gil. El 1944 va publicar un parell de quaderns a la col·lecció Cuadernos Selectos, publicats per l'editorial Cisne. Galcerán va proposar a l'editorial Toray publicar una revista de còmic femení, i l'any 1946 l'editorial es va decidir a tirar endavant el projecte: en va sortir una nova sèrie amb el nom d'Azucena. Aquesta publicació va obtenir una popularitat extraordinària, convertint-se en la revista de contes de fades de lectura obligada pel públic femení de l'època. L'any 1950 se n'editaren 600.000 quaderns setmanals i es convertí així en la publicació més llegida d'Espanya durant prop de 20 anys.
El seu treball en el camp del còmic sentimental el va fer majoritàriament per a l'editorial Toray. Un dels seus personatges és Katy, que es va publicar a Chispa (1948).
També va dibuixar per a publicacions com Cuentos de la Abuelita (1949), Alicia (1955), Graciela (1956), Rosas Blancas (1958), Lindaflor (1958), Serenata (1959) i Susana (1959).
En el camp de l'animació, va ser una de les animadores principals de la productora Balet y Blay. Va encetar la seva carrera com a animadora a Diarmo Films, animant el curtmetratge El capitán Tormentoso del valencià Artur Moreno. Amb Moreno va continuar treballant en formar part de l'equip de la pel·lícula Garbancito de la Mancha (1945), dirigida pel mateix Moreno i produïda per Balet i Blay. Aquesta pel·lícula va ser el primer llargmetratge d'animació que es va fer a Europa. Posteriorment, va participar en dos llargmetratges de la productora: Alegres vacaciones (1948) i Los sueños de Tay-pi (1951). Aquest darrer llargmetratge va ser un fracàs econòmic i Balet y Blay va tancar les portes. Fou llavors quan Rosa Galcerán va decidir dedicar-se al dibuix de manera exclusiva.
Al llarg de la seva carrera professional com a il·lustradora, Rosa Galcerán va il·lustrar llibres de poemes i diverses col·leccions de llibres infantils i juvenils. Un altre dels camps artístics a què es va dedicar va ser el de la pintura.
Va formar part del grup literari Poesia Viva i del Seminari d'Investigació Poètica. Fou sebollida al Cementiri de Montjuïc.

## Reconeixements
El 12 de desembre del 2011 va rebre del president de la Generalitat de Catalunya Artur Mas i Gavarró, la Medalla al treball President Macià, guardó que es lliura en reconeixement de les persones, empreses o institucions que s'han distingit per la seva dedicació, constància i esperit d'iniciativa en el treball.
El 2014, va rebre el Premi d'honor de l'Asociación de Autoras de Cómic.